# Liste der Kommunalwappen mit der Jakobsmuschel in der Schweiz

Die Flagge der Schweiz

Dieser Artikel enthält die Liste der Kommunalwappen mit der Jakobsmuschel in der Schweiz.
Als Jakobsmuscheln oder Pilgermuscheln werden zwei nahe verwandte Arten von Muscheln bezeichnet, die beide zur Gattung Pecten gehören. Der Name Jakobsmuschel geht auf den heiligen Jakobus, den Schutzpatron der Pilger, zurück, dessen Erkennungszeichen die Muschel ist.

## Kanton Aargau

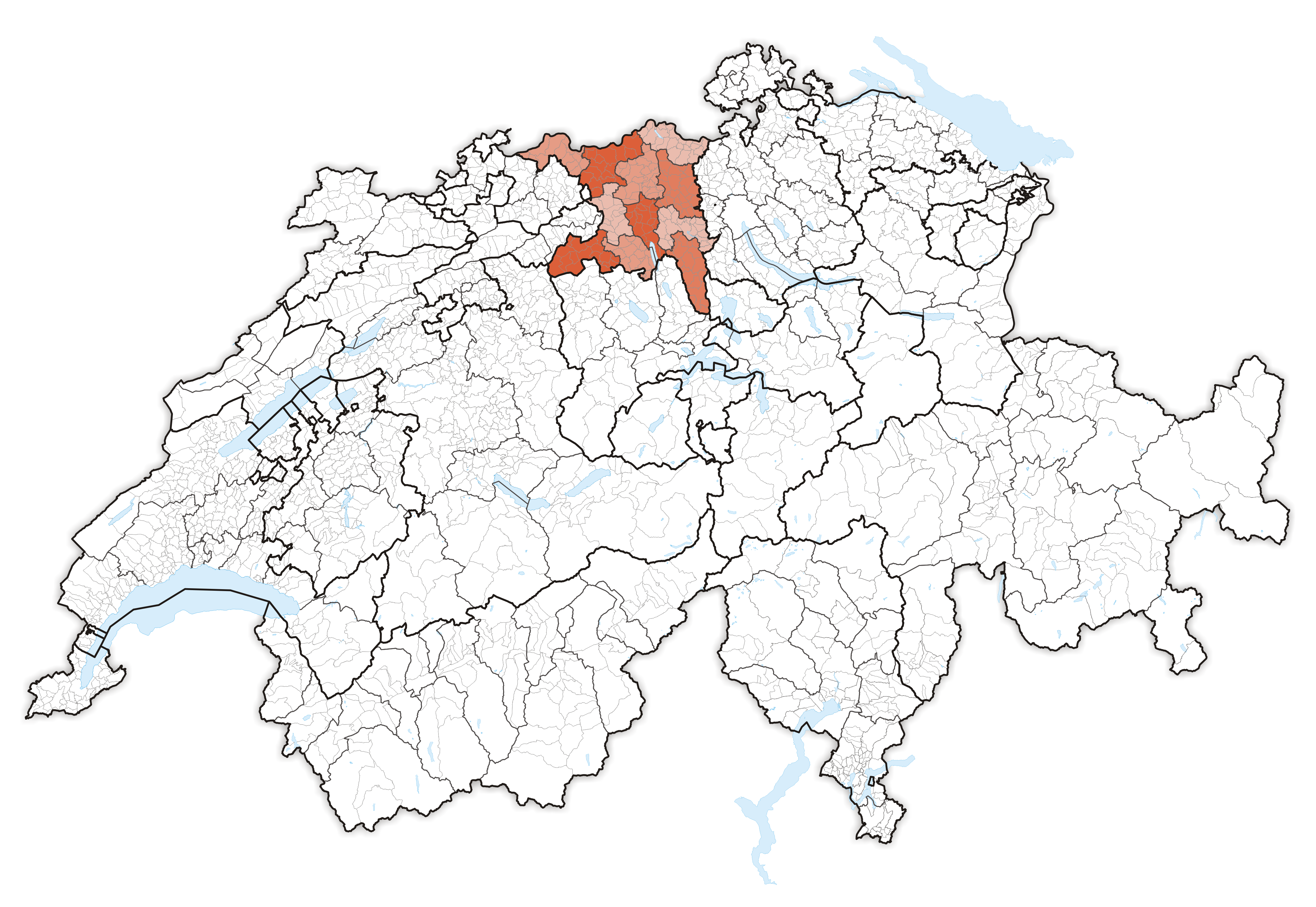
Lage des Kantons

Der Kanton Aargau (französisch Argovie, italienisch Argovia, rätoromanisch Argovia, schweizerdeutsch Aargou) ist ein deutschsprachiger Kanton im Norden der Schweiz. Der Hauptort ist Aarau.
Buttwil im Bezirk Muri

Auf Rot eine weisse Jakobsmuschel mit durchbohrten Flügeln.

Erklärung: Die Jakobsmuschel ist ein Hinweis auf die zahlreichen Pilgerwege nach Santiago de Compostela, von denen einer über Buttwil führte. Daran erinnert auch der Name des Weilers Galitzi (für Galicien). Bis 1957 hatte die Gemeinde als Wappenmotiv die Martersäule Christi verwendet, die historisch jedoch für die gesamten Freien Ämter steht.

## Kanton Freiburg

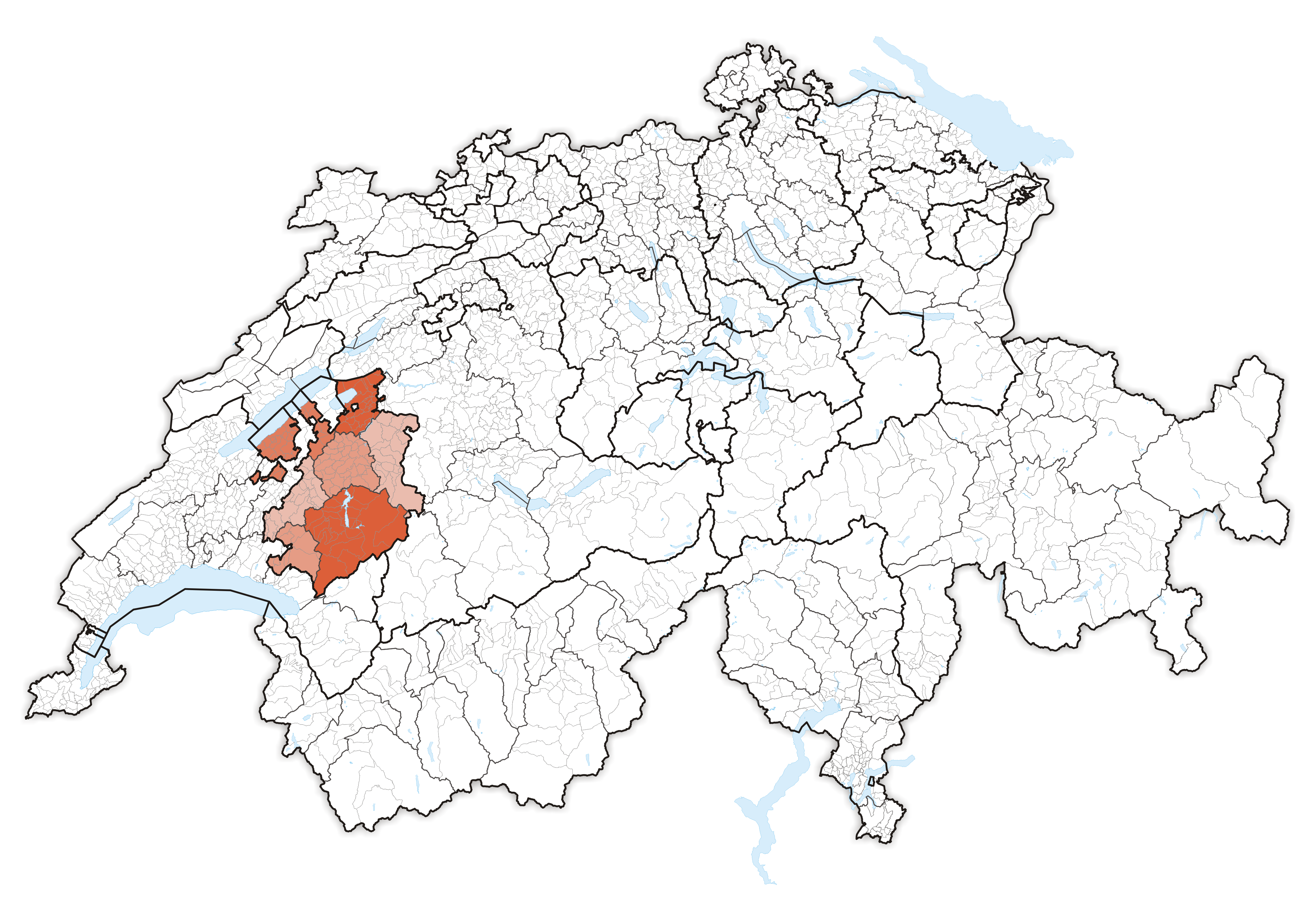
Lage des Kantons

Der Kanton Freiburg (französisch Fribourg, italienisch Friburgo, rätoromanisch Friburg, schweizerdeutsch Frybùrg), amtlich Staat Freiburg und État de Fribourg, ist ein französisch- und deutschsprachiger Kanton im Westen des Landes. Hauptort ist Freiburg.
Bösingen im Sensebezirk

Die obere Hälfte zeigt einen schwarzen Pferdekopf auf Gold. Auf der unteren Hälfte sind auf Rot eine goldene Egge und zwei Jakobsmuscheln dargestellt.

Erklärung: Das Wappen von Bösingen ist seit dem 19. Jahrhundert bekannt, doch wurden Jakobsmuscheln und Egge später beigefügt. Diese Figuren fanden sich bereits im 15. Jahrhundert auf dem Banner der Militärkompanie Bösingen.
Chapelle im Glanebezirk
Noréaz im Saanebezirk

## Kanton Genf

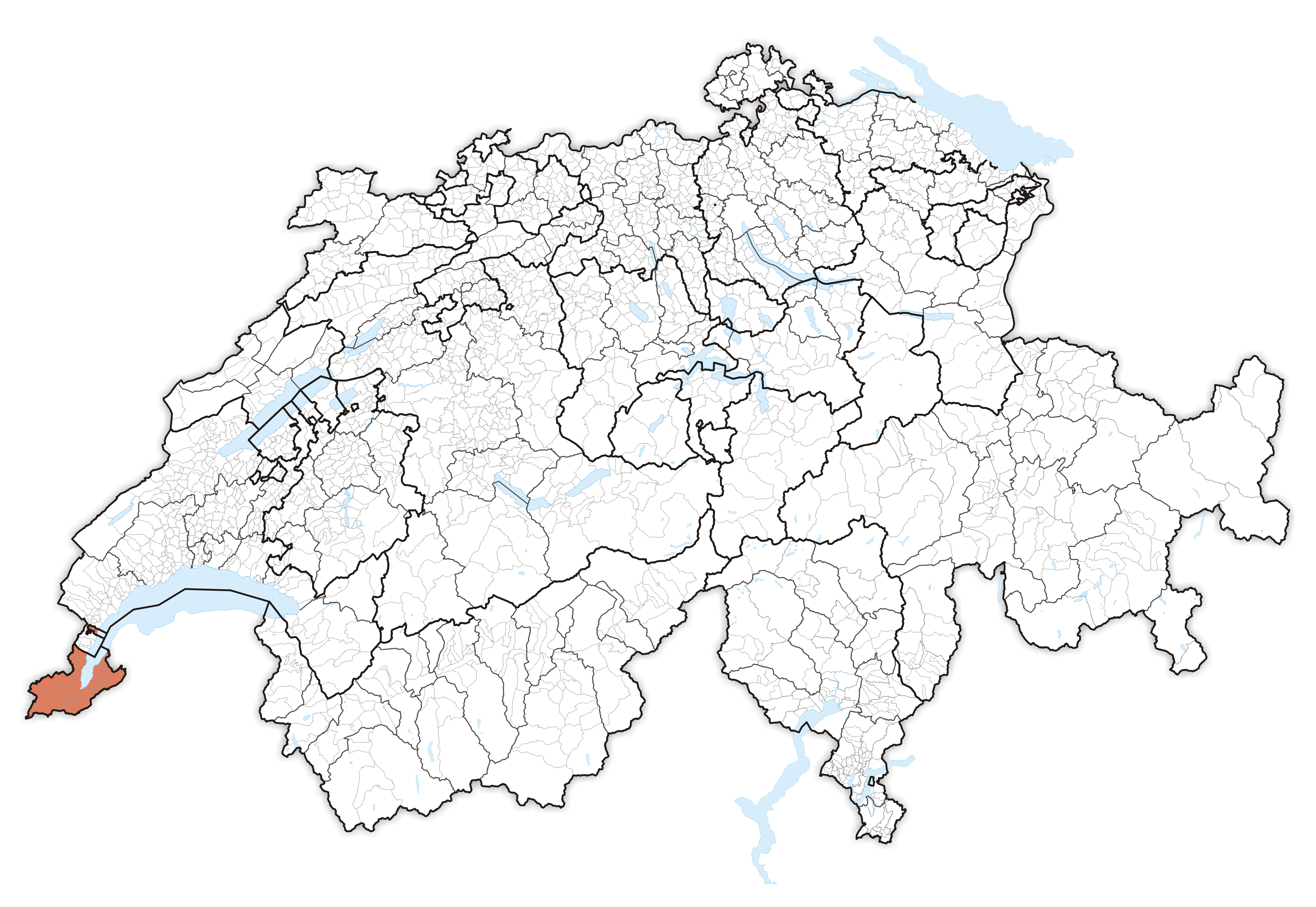
Lage des Kantons

Der französischsprachige Kanton Genf (französisch Genève, italienisch Ginevra, rätoromanisch Genevra, schweizerdeutsch Gänf), amtlich Republik und Kanton Genf, liegt im Südwesten der Schweiz; Hauptort ist Genf.
Cartigny
Céligny
Wappen aus Azurblau mit einem silbernen Kreuz, das mit fünf roten Muscheln beladen ist.
Erklärung: Das Wappen der Gemeinde war ursprünglich das der Familie de Céligny. Am 17. März 1924 wurde es vom Gemeinderat angenommen und am 4. April 1924 vom Staatsrat genehmigt.
Presinge
Vandœuvres

## Kanton Graubünden

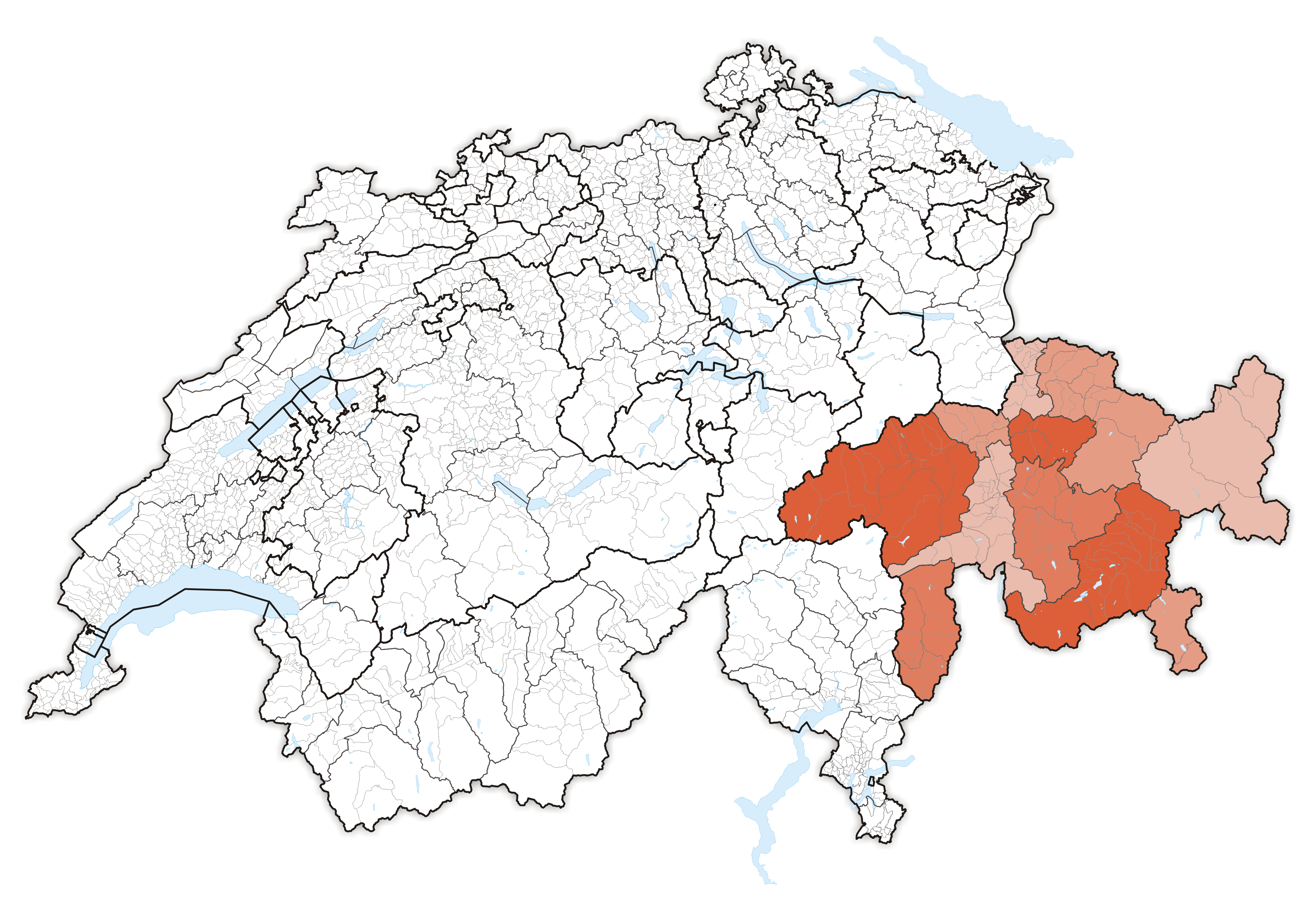
Lage des Kantons

Der deutsch-, rätoromanisch- und italienischsprachige Kanton Graubünden (rätoromanisch Grischunⓘ, italienisch Grigioni, französisch Grisons, schweizerdeutsch Graubünda oder Bündnerland) ist der grösste Kanton der Schweiz, deren südöstlicher Teil und liegt vollständig im Gebiet der Alpen. Der Hauptort ist Chur.
Bever in der Region Maloja

In Gold (Gelb) der schreitende heilige Jakobus in blauem Gewand, mit einem Pilgerstab

Erklärung: Das Wappen zeigt den Patron der Reformierten Kirche Bever in den getauschten Farben des Kreises Oberengadin.
Morissen im Val Lumnezia des Bezirks Surselva

In Rot drei goldene (gelbe) Muscheln

Erklärung: Dem heiligen Jakobus dem Älteren ist die Dorfkirche geweiht; sein Attribut ist die Jakobsmuschel.
Samnaun in der Region Engiadina Bassa/Val Müstair

In Rot durchgehendes silbernes Kreuz, oben beseitet von zwei Muscheln

Erklärung: Die Muscheln sind Beigaben des heiligen Jakobus [d. Ä.], Patron der Pfarrkirche zu Samnaun-Compatsch, Patron der Gemeinde Samnaun. Das Kreuz bildet einen Hinweis auf die Grenzgemeinde Samnaun.
Selma im Bezirk Moesa

In Grün ein schräglinks gestellter, gestürzter goldener Schlüssel mit nach links gewendetem Schlüsselbart, beseitet von zwei goldenen Muscheln

Erklärung: Die Motive des in den Farben der Trivulzio gehaltenen Wappens stehen für das Doppelpatrozinium der Pfarrkirche an. Der Schlüssel steht für den Heiligen Petrus, während die Muscheln den Heiligen Jakobus den Älteren symbolisieren.

## Kanton Luzern

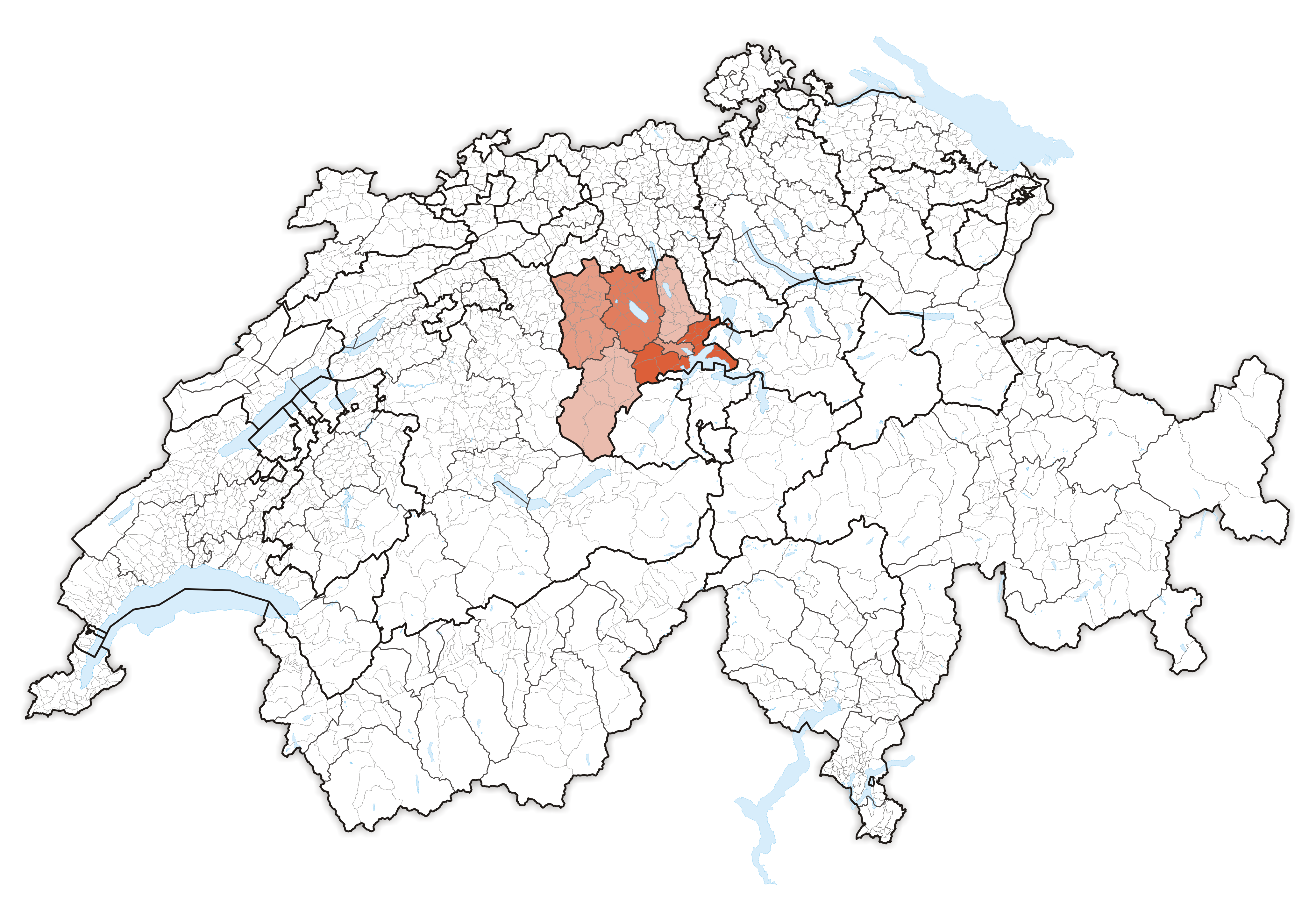
Lage des Kantons

Der Kanton Luzern (französisch Lucerne, italienisch Lucerna, rätoromanisch Lucerna, schweizerdeutsch Lozärn) ist ein deutschsprachiger Kanton, dessen Grossteil geografisch gesehen zum Mittelland der Zentralschweiz gehört. Sein Hauptort ist Luzern.
Uffikon (alt), im Amt Willisau

## Kanton Nidwalden

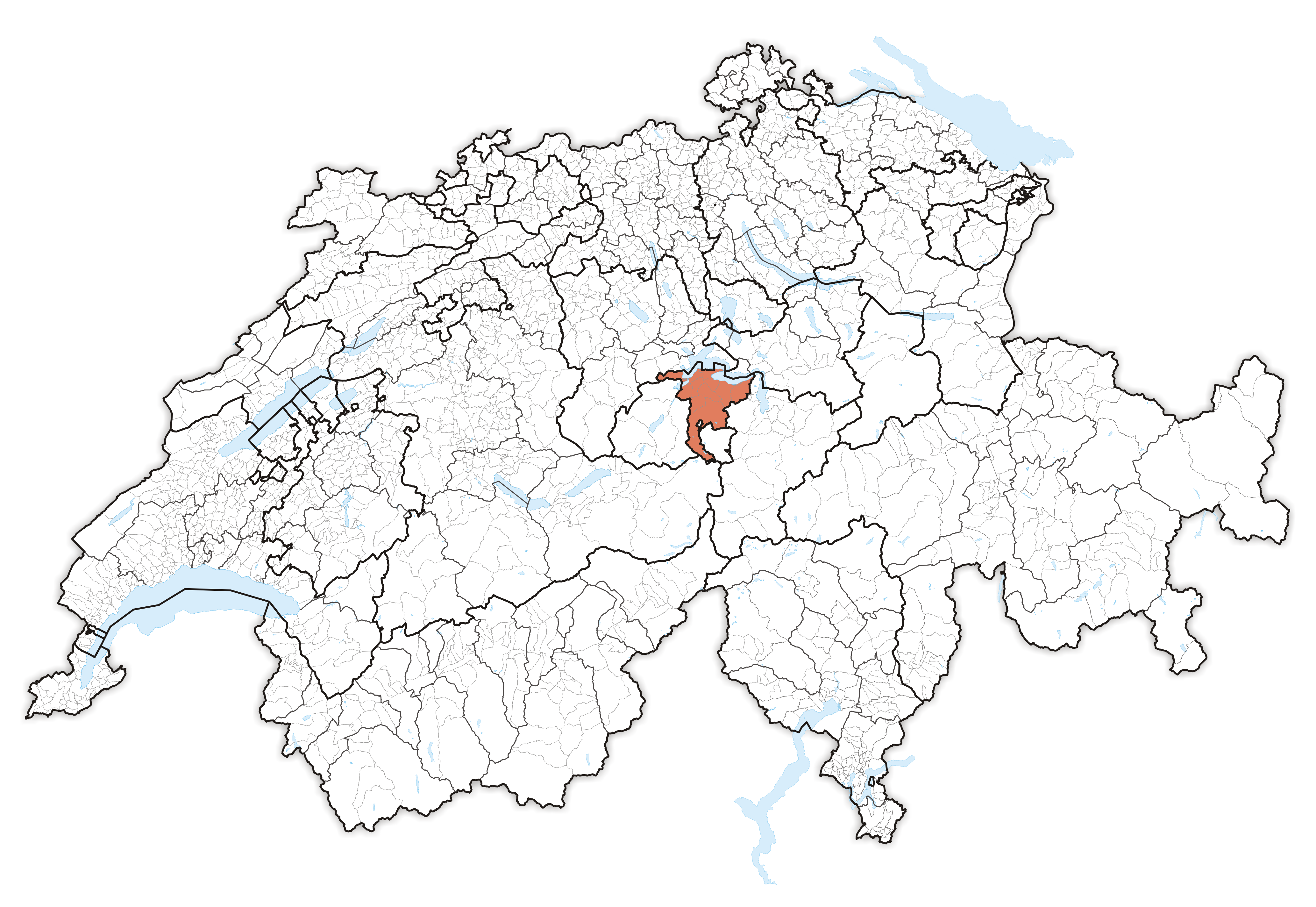
Lage des Kantons

Der Kanton Nidwalden (französisch Nidwald, italienisch Nidvaldo, rätoromanisch Sutsilvania, in einheimischer Mundart Nidwaudä, amtlich und vor allem historisch auch Unterwalden nid dem Wald) ist ein deutschsprachiger Kanton der Schweiz, der zusammen mit dem Kanton Obwalden Unterwalden bildete, einen der drei Urkantone der Schweizerischen Eidgenossenschaft von 1291. Hauptort des Kantons Nidwalden ist Stans.
Beckenried

In Rot ein silberner Wellenbalken, darüber eine silberne, dreitürmige, bezinnte Burg mit goldener Bedachung auf den Seitentürmen, in der unteren Schildhälfte eine silberne Muschel

Erklärung: Das Wappen von Beckenried stammt aus dem Jahr 1883 und ist ein Entwurf des Stanser Heraldikers Adalbert Vokinger. Die silberne Burg soll an die beiden Burgstellen Isenringen und Retschrieden in Beckenried erinnern. Robert Durrer schreibt in seinem Heft über die Gemeindewappen Unterwaldens (1918): „Die Muschel ist dem Familienwappen des alten Ortsgeschlechts Amstad entnommen, weil Posthalter Jakob Amstad die Initiative zu dieser Wappenannahme ergriffen und die Kosten des Entwurfes übernommen hatte und bereits seit einem halben Jahrhundert ein auf der Gemeindekanzlei zurückgebliebenes Privatsiegel eines Gemeindepräsidenten aus dieser Familie die Rolle des Gemeindesiegels vertreten hatte.“
Emmetten

Im roten Feld drei silberne (weisse) Jakobsmuscheln

Erklärung: Das Wappen wurde 1901 von Robert Durrer geschaffen. Die Muscheln spielen auf den Hauptpatron der alten Pfarrkirche an, den Apostel Jakob der Ältere. Robert Durrer hatte den Emmettern als Variante eine bekränzte Kuh mit Fahrtrichel vorgeschlagen, die er persönlich favorisierte, weil darin das alte Sinnbild des Kantons die „Kuh von Unterwalden“ heraldisch fixiert worden wäre. Damit fand er aber beim Gemeinderat kein Gehör.

## Kanton Schwyz

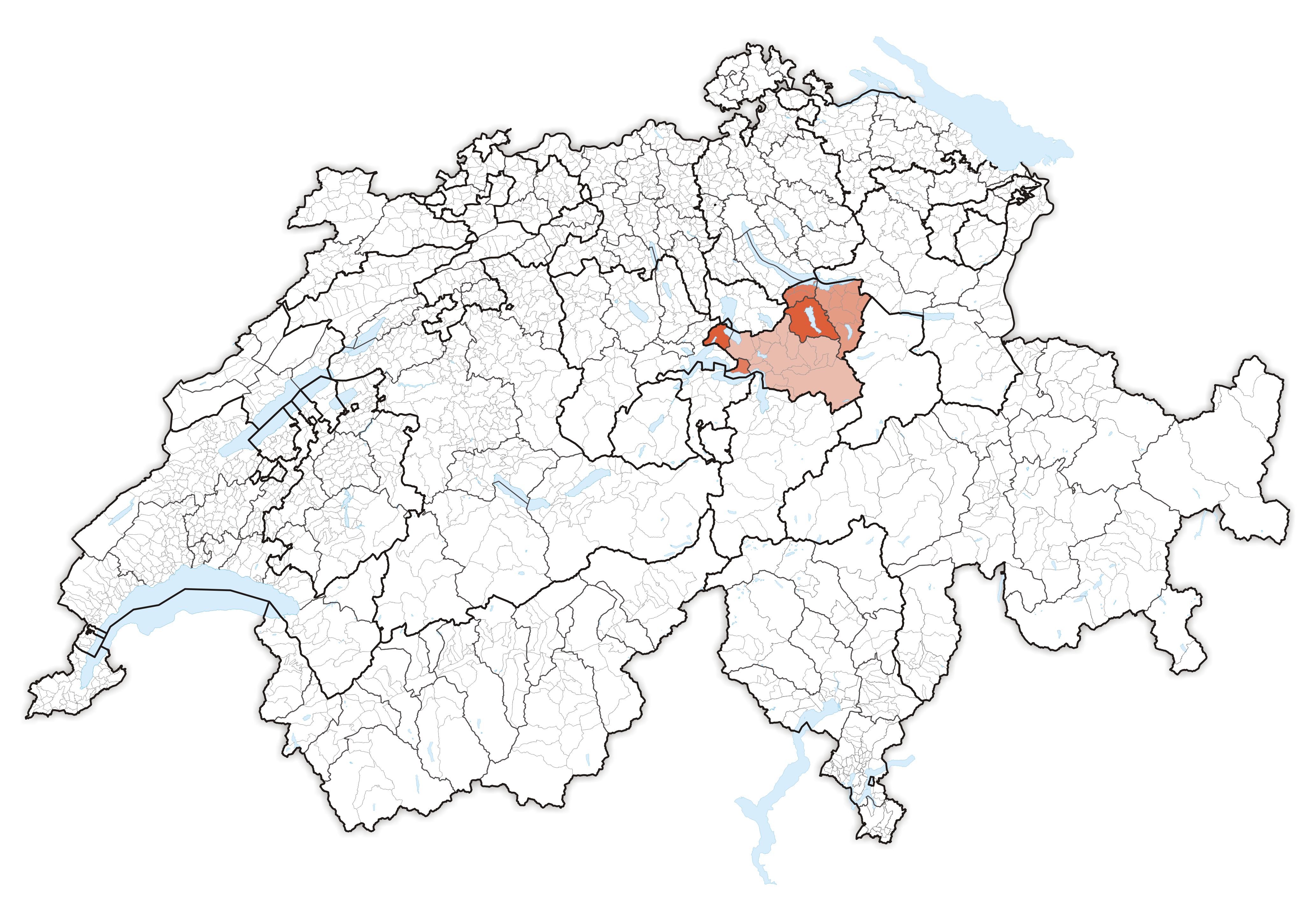
Lage des Kantons

Der Kanton Schwyz (französisch Schwytz oder Schwyz, italienisch Svitto, rätoromanisch Sviz) ist ein deutschsprachiger Kanton der Zentralschweiz; sein Hauptort ist die Gemeinde Schwyz.
Feusisberg im Bezirk Höfe

Erklärung: Die beiden Raben im Wappen Feusisbergs erinnern an die Sage des Mönchs Meinrad von Einsiedeln († 861), die weissen Jakobsmuscheln symbolisieren den Kirchenpatron, Jakobus den Älteren.

## Kanton Thurgau

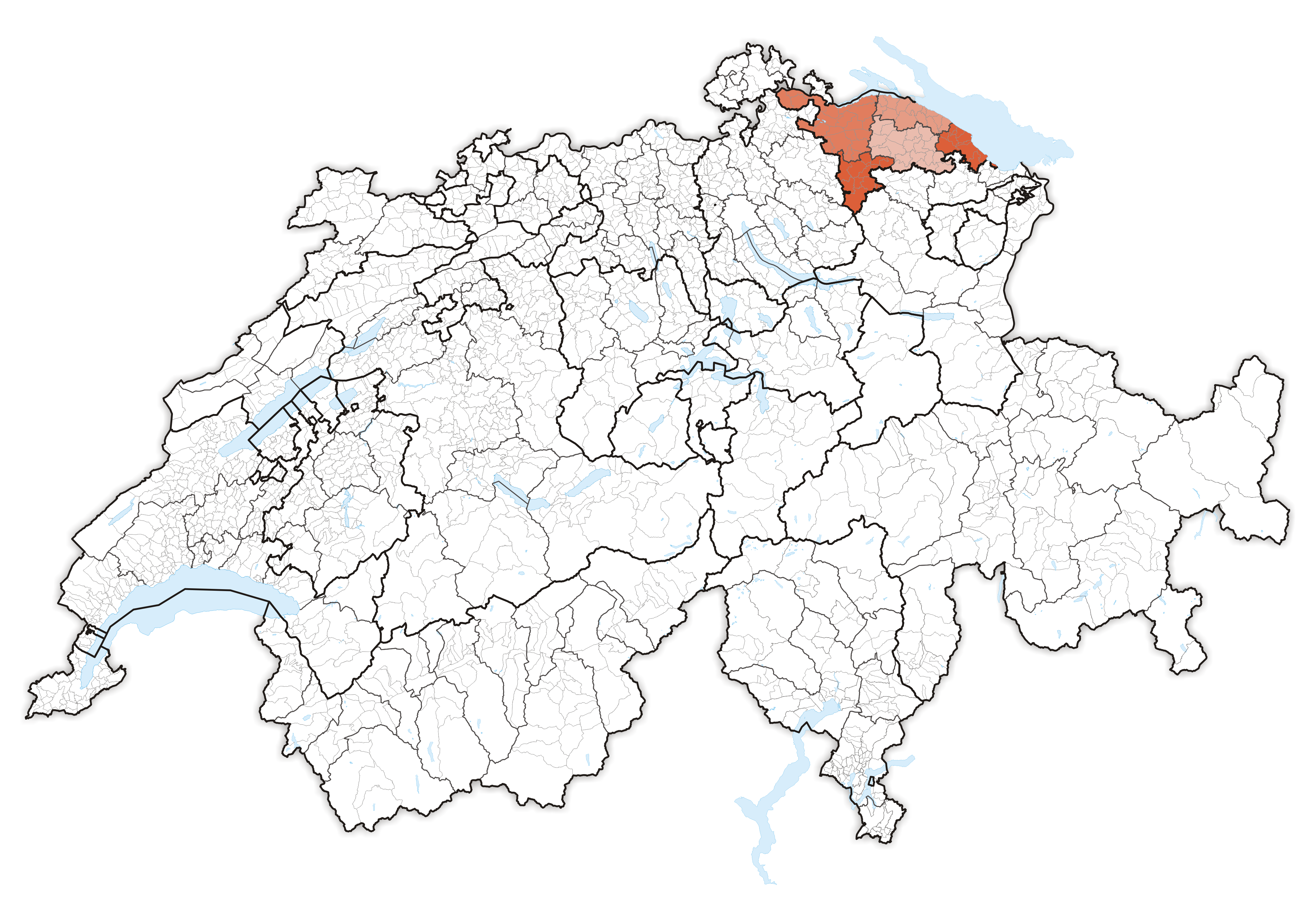
Lage des Kantons

Der Kanton Thurgau (französisch Thurgovie, italienisch Turgovia, rätoromanisch Turgovia, lateinisch Thurgovia) ist ein deutschsprachiger Kanton im Nordosten der Schweiz. Der Hauptort des Kantons ist Frauenfeld.
Sirnach im Bezirk Münchwilen

Auf Gold ein Roter Schrägbalken mit drei Silbernen Muscheln

Erklärung: Die Farben Rot, Gelb und Weiss sind mit der Zugehörigkeit zum Tannegger Amt erklärbar. Und die Muscheln? Ursprünglich trugen Wallfahrer, die das Grab des Apostels Jakob besuchten, solche Muscheln auf sich; angenäht auf den Kleidern wurden sie zum allgemeinen Kennzeichen der Pilgerschaft. Nach der Gründung des Klosters Fischingen 1139 durch den Bischof von Konstanz führte der alte Pilgerweg von Konstanz über Sirnach und Fischingen nach Einsiedeln. Da Sirnach zudem Pilgerstation war, ist der Zusammenhang zwischen den Muscheln im Wappen und dem Brauch des Pilgers gegeben.

## Kanton Waadt

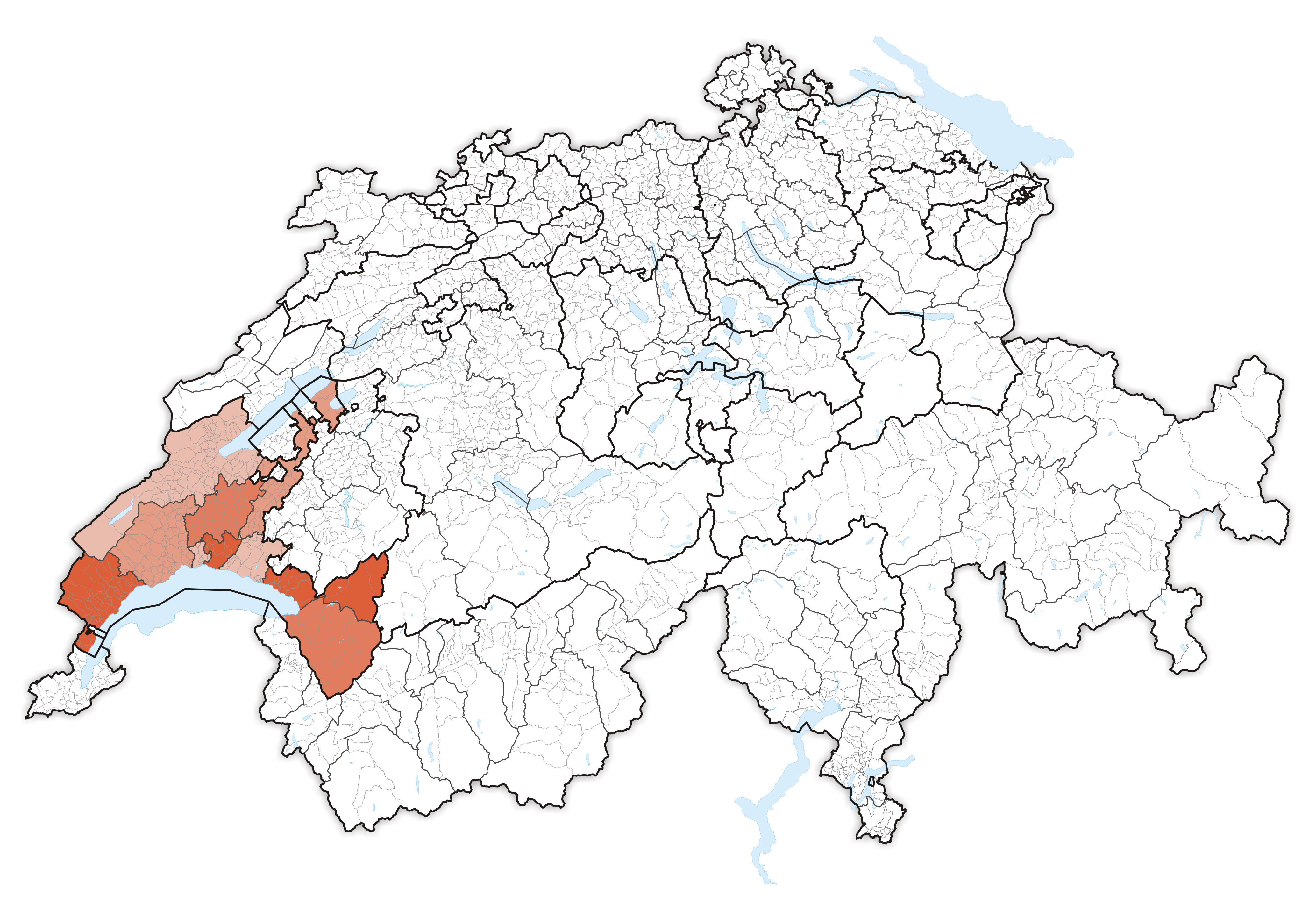
Lage des Kantons

Der Kanton Waadt (französisch Vaud, italienisch Vaud, rätoromanisch Vad) ist ein französischsprachiger Kanton im Westen des Landes; Hauptort ist Lausanne. Der Kanton wird als die Waadt oder auch als das Waadtland bezeichnet, im Französischen Pays de Vaud. Die Einwohner werden als Waadtländer, im Französischen als Vaudois bezeichnet.
Gilly im Bezirk Nyon
Goumoëns im Bezirk Gros-de-Vaud
(alt)
Goumoens-le-Jux, ebenfalls im Bezirk Gros-de-Vaud
Grandcour im Bezirk Broye-Vully
L’Abbaye im Bezirk Jura-Nord vaudois
Montricher im Bezirk Morges
Pizy, ebenfalls im Bezirk Morges
Saint-Barthélemy im Bezirk Gros-de-Vaud
Senarclens im Bezirk Morges
Sévery im Bezirk Morges
Trey im Bezirk Broye-Vully
Treycovagnes im Bezirk Jura-Nord vaudois
Das Wappen der Stadt erinnert an den Ursprung ihres Namens „drei Tannen“, das mit drei Muscheln beladene Band gehört den Herren von Grandson.
Vaux-sur-Morges im Bezirk Morges

## Kanton Wallis

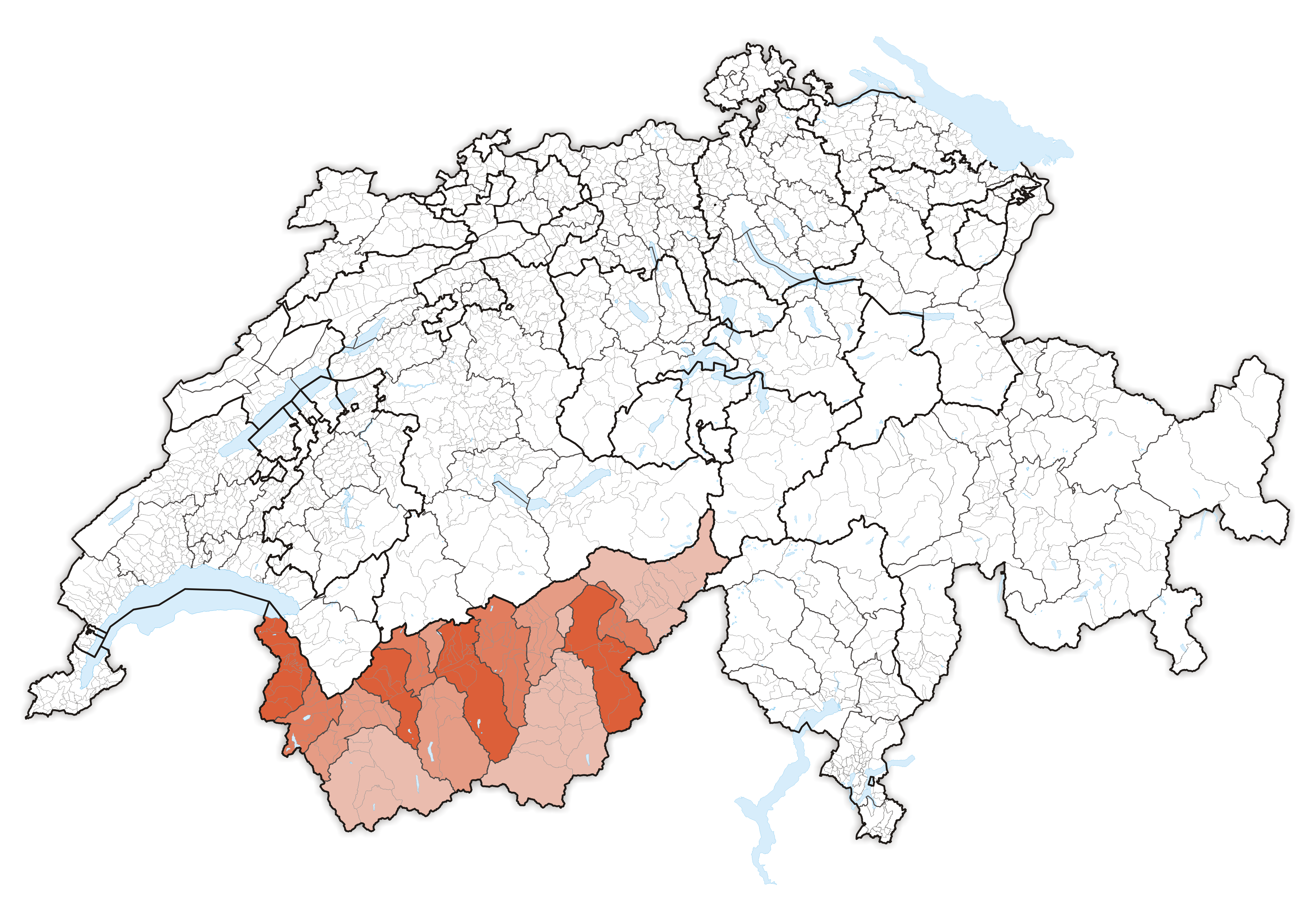
Lage des Kantons

Das Wallis (französisch Valais, italienisch Vallese, rätoromanisch Vallais, arpitanisch/frankoprovenzalisch Valês), amtlich Staat Wallis und État du Valais, ist ein französisch- und deutschsprachiger Kanton im Südwesten der Schweiz. Der Hauptort ist Sitten.
Dorénaz im Bezirk Saint-Maurice
Erklärung: Das von Kanoniker Léon Dupont-Lachenal geschaffene Wappen von Dorénaz wurde 1934 übernommen. Das Kleeblattkreuz erinnert an die Verbindungen zwischen der Abtei St-Maurice und der Stadt sowie an die Zugehörigkeit zu diesem Bezirk. Die Muschelschale weist darauf hin, dass das Dorf Dorénaz im Jahr 1302 dem Hospiz St-Jacques in St-Maurice vermacht wurde. Die beiden Hämmer erinnern einerseits daran, dass Allesses bis 1431 von der Kastellanei Martigny abhängig war, auf deren Wappen ein Löwe mit einem Hammer zu sehen ist, und andererseits an die Schiefer- und Anthrazitminen, die sich auf dem Gebiet befanden und zur Wirtschaft beigetragen haben Entwicklung des Dorfes.